# Territorialabtei Subiaco

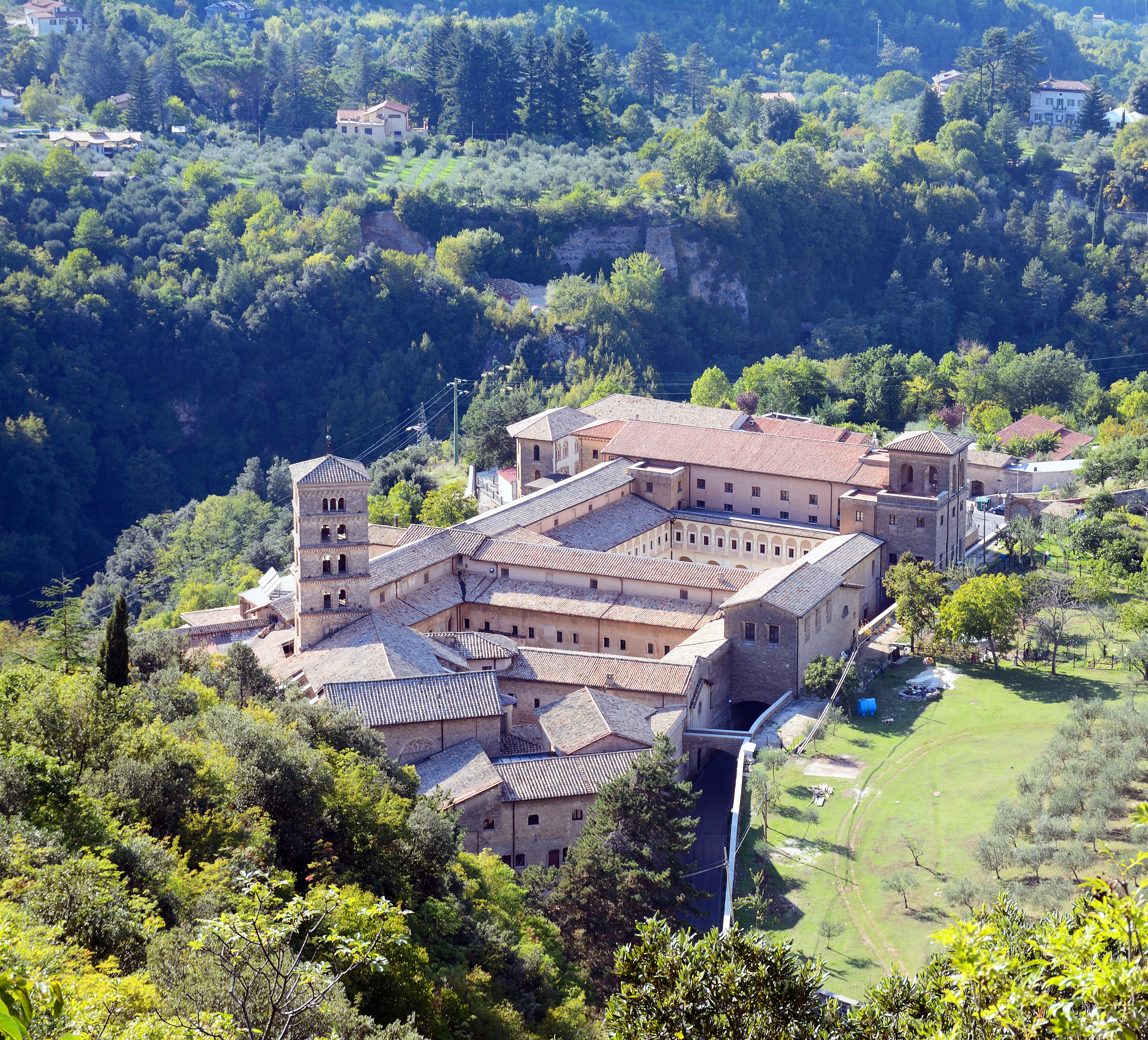
Abtei St. Scholastica

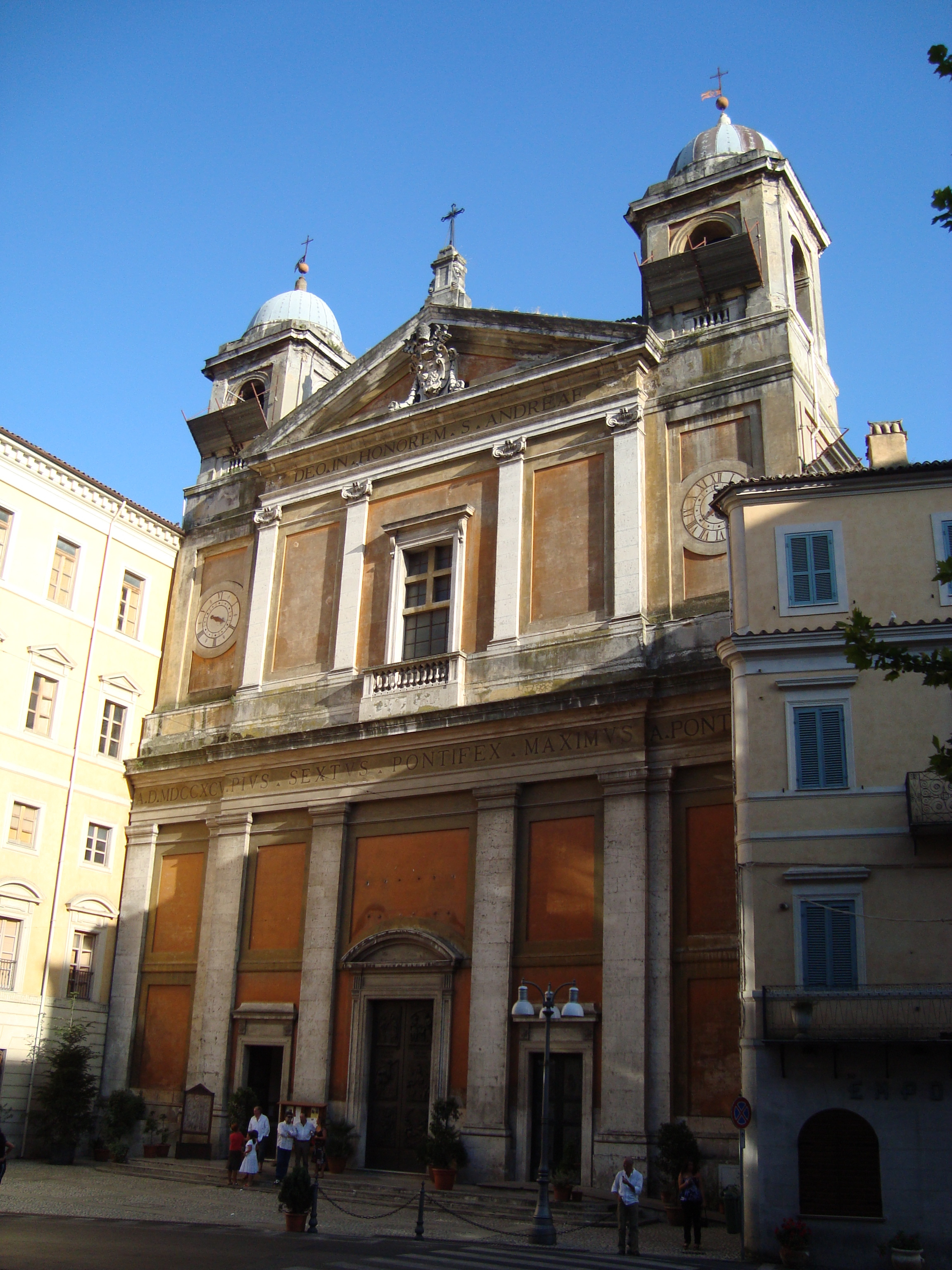
Die Stiftskirche Sant’Andrea di Subiaco, Konkathedrale der Diözese von 1892 bis 2002; links ist das ehemalige Priesterseminar der Abteidiözese zu sehen, das von Papst Pius VI., Kommendarabt von Subiaco, in Auftrag gegeben wurde.

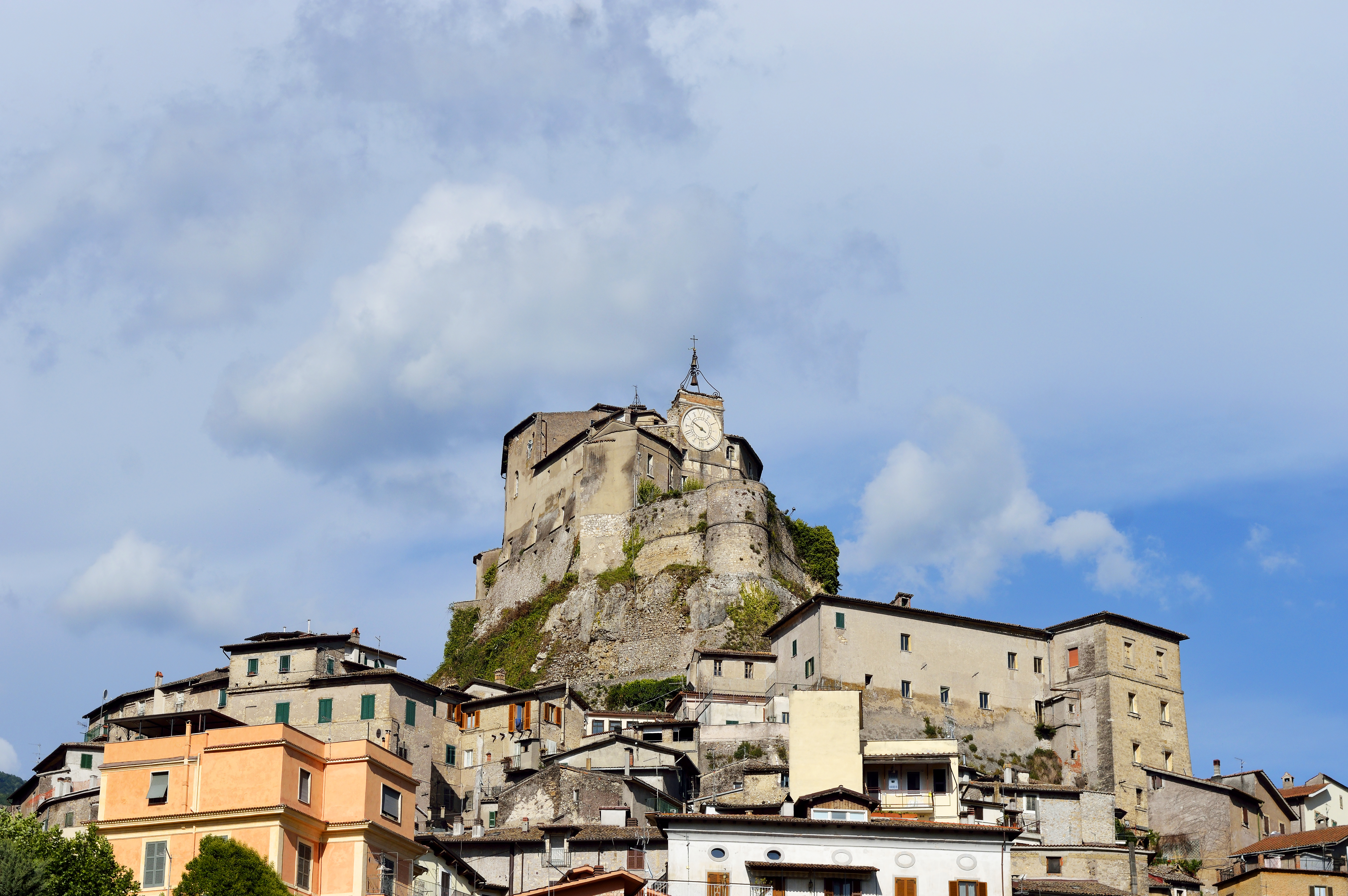
Die Abteifestung von Subiaco, Residenz der Kommendarabtäbte

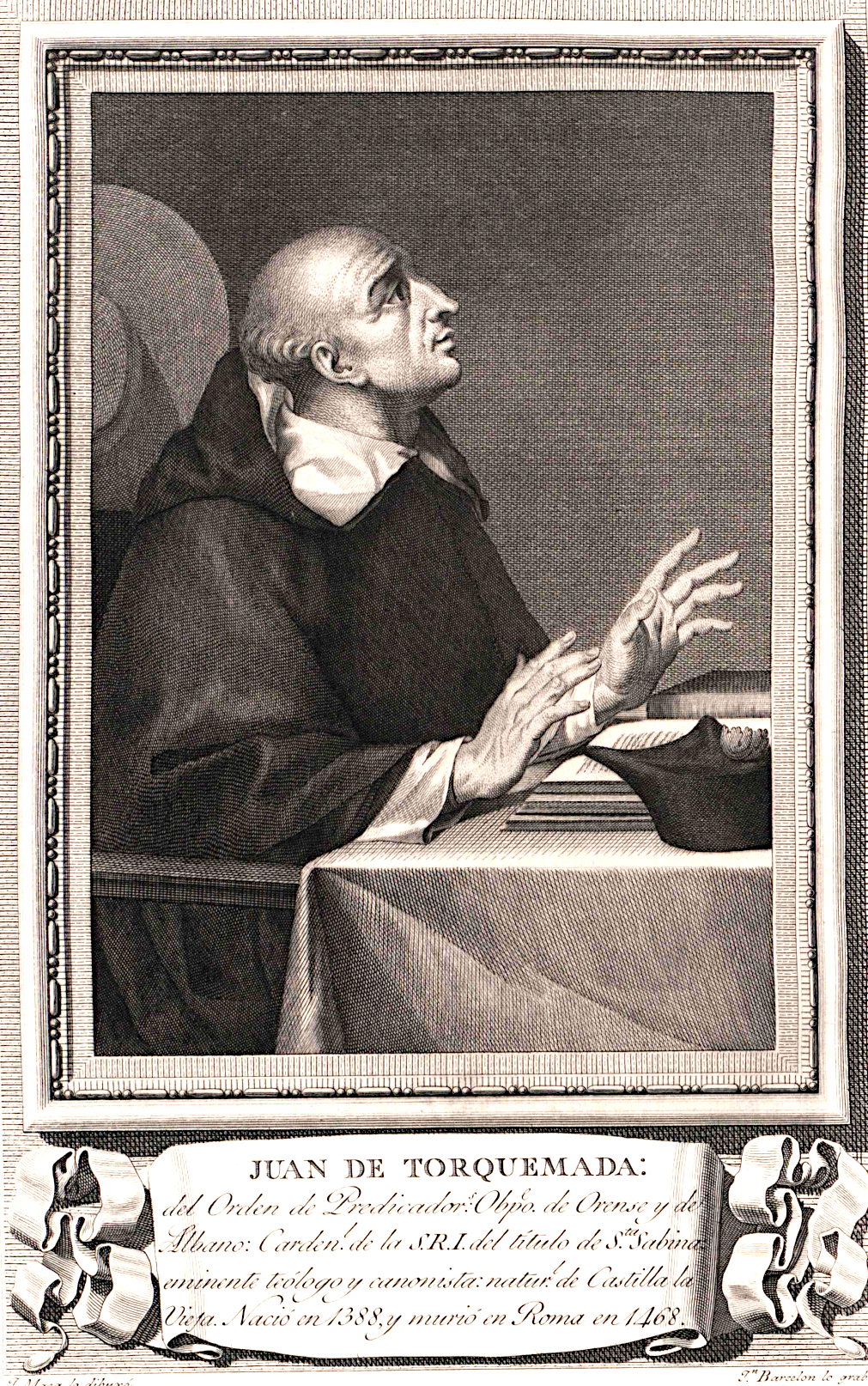
Juan de Torquemada, erster Kommendarabt von Subiaco (1456–1567/68).

Die Territorialabtei Subiaco (lateinisch Abbatia Territorialis Sublacensis) ist eine italienische Territorialabtei, die immediat dem Heiliger Stuhl untersteht. Sie liegt in der Kirchenregion Latium. Sie wird von Abt Mauro Meacci geleitet.

## Territorium
Bist 2002 umfasste die Jurisdiktion der Territorialabtei Subiaco 29 Pfarreien in den Gemeinden Camerata Nuova, Cervara di Roma, Cerreto Laziale, Gerano, Canterano, Rocca Santo Stefano, Agosta, Marano Equo, Subiaco, Affile, Arcinazzo Romano, Bellegra, Roiate, Jenne und Trevi nel Lazio.
Mit dem Dekret Venerabilis Abbatia Sublacensis der Kongregation der Bischöfe wurde das Gebiet der Klöster Santa Scolastica und San Benedetto (oder Sacro Speco) sowie auf die Benediktinergüter auf dem Monte Taleo und dem Hügel von Collelungo beschränkt.
Im Inneren des Klosters Santa Scolastica befindet sich die gleichnamige Kathedrale, die zugleich die einzige Pfarrei der Territorialabtei ist.

## Geschichte

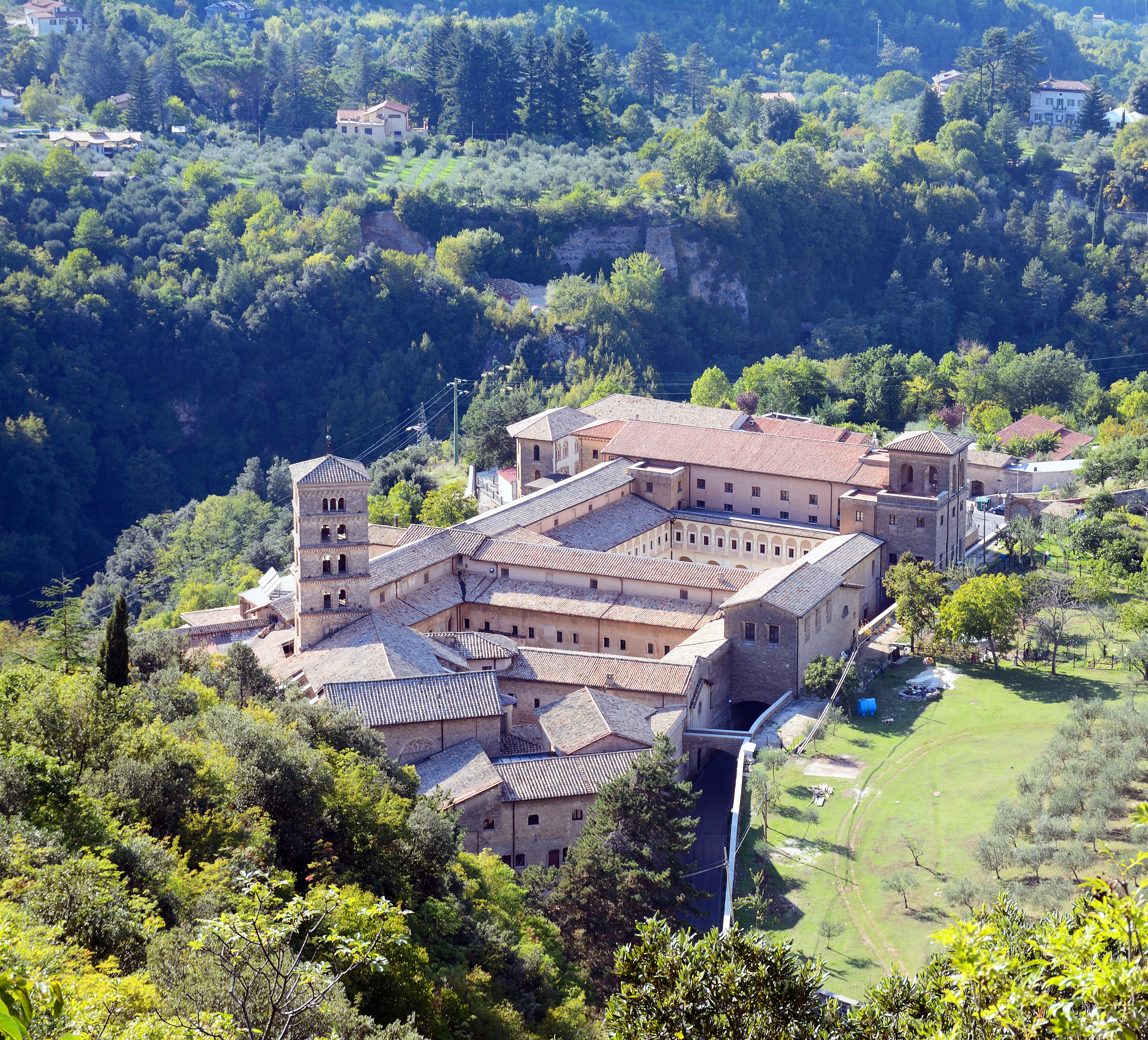
Abtei Santa Scolastica.

Das Kloster Santa Scolastica di Subiaco, aus dem die gleichnamige Territorialabtei hervorging, war eines der dreizehn Klöster, die der heilige Benedikt von Nursia in der ersten Hälfte des 6. Jahrhunderts in der Gegend von Subiaco gründete.
Von grundlegender Bedeutung für die Kenntnis der Geschichte des Klosters und der verschiedenen Befreiungen und Privilegien, mit denen es ausgestattet war, ist das Regesto sublacense. Nach der Zerstörung durch die Sarazenen wurde das Kloster der Heiligen Benedikt und Scholastica (heute Santa Scolastica) wieder aufgebaut und erhielt von Papst Leo VII. die ersten Besitztümer und vor allem am 29. Mai 939 die Befreiung von der bischöflichen Jurisdiktion. Eine weitere Konzession wurde am 11. Januar 967 von Kaiser Otto I. erteilt, auf deren Grundlage die Abtei Sublacense die Immunitas auf eine Reihe von Ländereien und Burgen ihres Besitzes erhielt und so zu einem autonomen Staat im Rahmen des Heiligen Römischen Reiches wurde. Die weltliche Autonomie dauerte bis 1753.
Ein weiteres wichtiges Dokument des Registers ist das Privileg von Papst Johannes XVIII. (1004–1009) vom 21. Juli 1005, mit dem die Besitztümer und Rechte der Abtei bestätigt und nicht nur das Kloster, sondern auch die Landkirchen der Macht des Diözesanbischofs entzogen wurden. Von einem Abtei nullius kann man daher nur für das Kloster und die ihm inkorporierten Kirchen sprechen. Das Privileg wurde auch von Papst Leo IX. (1049–1054) im Jahr 1051 bestätigt
Im 11. und 12. Jahrhundert war die Blütezeit des Kloster Subiaco. Zu den großen Äbten der Zeit gehörten der als Heilig verehrte Pietro II. (992–1003), Umberto (1051–1060), der die erste Kapelle „Sacro Speco“ und Giovanni VII. (1068–1120).
In der zweiten Hälfte des 14. Jahrhunderts geriet die Abtei in eine Krise und war zunehmend den mächtigsten Häusern und Familien der Zeit ausgeliefert. Zudem litt sie unter dem Abendländischen Schisma. Papst Urban VI. setzte 1388 den Abt Franz von Padua ab und ernannte an seiner Stelle Thomas von Celano, der am 15. Dezember 1389 erstmals als Abt von Subiaco urkundlich erwähnt wird. Mit dieser Entscheidung nahm der Papst den Mönchen die freie Abtwahl und leitete die Reihe der Kurienäbte ein, die vom Heiligen Stuhl ernannt wurden. Zwischen den Mönchen und dem von der Kurie ernannten Abt herrschte immer ein natürlicher Interessenkonflikt. Der Kurienabt ist letztlich nichts weiter als ein päpstlicher Beamter und sehr oft ein Günstling oder ein Mitglied einer mächtigen Familie. Er regiert im Namen und zu Gunsten des römischen Hofes, indem er den Zehnten und die Steuern eintrieb, aber er vernachlässigt seine eigenen Interessen nicht, ja stellt sie oft in den Vordergrund seiner Gedanken und sorgt dafür, dass das Amt, das er innehat, möglichst viel Gewinn abwarf.
Einige Jahrzehnte später wurde auch die Abtei von Subiaco, wie viele andere kirchliche Institutionen der Zeit, den Kardinälen der Kurie als Kommende übertragen. Als die Klöster von Subiaco 1514 der Kongregation von Cassinese angegliedert wurden, entstand eine doppelte Hierarchie: auf der einen Seite die Kardinäle, die die weltliche und geistliche Gerichtsbarkeit über die Gebiete und Kirchen ausübten, die der äbtlichen Verwaltung unterstanden Sowie auf der anderen Seite die Klausur-Äbte, die vom Kapitel der Kongregation von Cassinese gewählt wurden und deren einzige Aufgabe darin bestand, das innere religiöse Leben der beiden Klöster von Subiaco zu verwalten. Von 1516 bis 1909 regierten etwa 140 Klausuräbte die beiden Abteien von Subiaco. Der erste Kommendar-Abt war Juan de Torquemada, der sein Amt am 16. Januar 1456 antrat: Während seiner Amtszeit wurde die Abtei 1465 mit einer Druckerpresse ausgestattet, der ersten in Italien.
Rodrigo Borgia, der spätere Papst Alexander VI. und Kommenderabt von 1471 bis zu seiner Wahl zum Papst 1492, vollendete die von seinen Vorgängern begonnene Restaurierung der Festung Subiaco, die fortan der gewöhnliche Wohnsitz der Kommenderabte während ihres Aufenthalts in Subiaco war. Nach Rodrigo Borgia ging die Kommende der Abtei an die Familie Colonna über, die sie über ein Jahrhundert lang, bis 1608, innehatte.
Es gab jahrhundertealte Streitigkeiten mit den Bischöfen von Tivoli über die geistliche Gerichtsbarkeit über bestimmte umstrittenen Pfarreien. Das Problem wurde im 17. Jahrhundert gelöst, als die Kommendaräbte der Familie Barberini in einer von „Transaktionen“ mit benachbarten Bischöfen das Gebiet unter der Gerichtsbarkeit der Territoriallabtei von Subiaco ein für alle Mal definierten. Im Jahr 1638 beendete erster Vertrag mit dem Bischof von Tivoli, Giulio Roma, die Gerichtsbarkeit des Bischofs von Tivoli über Subiaco und andere Burgen in der Gegend. Diese Transaktion wurde von Papst Urban VIII., ebenfalls aus der Familie Barberini, mit der päpstliche Bulle Sacrosanctae militantis ecclesiae vom 15. November 1638 genehmigt. Im folgenden Jahr brachten zwei weitere Transaktionen mit den Bischöfen von Palestrina und Anagni die Gebiete Ponza (heute Arcinazzo Romano), Affile, Roiate, Civitella (heute Bellegra), Jenne und Trevi unter die geistliche Gerichtsbarkeit der Kommendaräbte von Subiaco. Auch diese Transaktionen wurden von Urban VIII. genehmigt.
Mit diesen Entscheidung war die Territorialabtei Subiaco entstanden. Die Kommendaräbte bauten eine eigene Diözesanorganisation mit Kurie und Archiven auf. In diesen Archiven werden die Aufzeichnungen zahlreicher Pastoralbesuche der Kommendataräbte aufbewahrt. In der Bulle Sacrosanctae militantis ecclesiae ordnete Urban VIII. an, dass der Kommendarabt Antonio Barberini eine Diözesansynode abhalten sollte, die dieser jedoch nicht abhielt. Die erste Synode wurde im Juni 1674 im Kloster Santa Scolastica durch den Kommentarabt Carlo Barberini einberufen.
Mit der Entstehung einer Teilkirche nutzten die Kommendatoren die Stiftskirche Sant’Andrea im Zentrum von Subiaco zunehmend als „de facto“ Kathedrale und gerieten dadurch in Konflikt mit den Mönchen, die für ihre Abteikirche Santa Scolastica den Status einer Kathedralen beanspruchten. Die Kirche Sant’Andrea erfuhr bemerkenswerte Restaurierungen und Renovierungen unter Kardinal Giovanni Angelo Braschi, der den Titel eines Kommendatarabtes behielt, selbst als er am 15. Februar 1775 unter dem Namen Pius VI. zum Papst gewählt wurde. Ihm ist auch die Einrichtung des Diözesanseminars im Gebäude neben Sant’Andrea zu verdanken, das er mit einer reichen Bibliothek von über 5000 Bänden ausstattete, die heute die bedeutendste Sammlung der Klosterbibliothek darstellen.
Am 7. November 1753 beendete Papst Benedikt XIV. mit der Päpstlichen Bulle Commendatam Nobis die weltliche Macht der Kommdaräbte. Der neue Kommendarabt Kardinal Giovanni Francesco Banchieri erhielt nur noch die geistliche Gerichtsbarkeit. Die weltliche Herrschaft wurde dauerhaft dem Kirchenstaat unter Autorität der Apostolische Kammer angegliedert.
Um den Meinungsverschiedenheiten zwischen dem Abteikapitel Santa Scolastica und dem Säkularkapitel Sant’Andrea ein Ende zu setzen, legte Papst Leo XIII. mit dem Dekret Ad quaestionum germina der Konsistorialkongregation vom 26. April 1892 fest, dass die einzige Kathedrale der Abtei Nullius die Klosterkirche St. Scholastika sei, und verlieh der Basilika Sant’Andrea den Titel einer Konkathedrale.
Pius X. war der letzte Kommendarabt. Tatsächlich schaffte Papst Benedikt XV. mit der Apostolischen Konstitution Coenobium Sublacense vom 21. März 1915 die Kommende nach vier Jahrhunderten ab. Zunächst wurde die Territorialabtei der Generalabtes der Sublacense, Mauro Serafini, zum Apostolischen Administrator. 1917 wurde Simone Lorenzo Salvi, der seit 1909 Klausurabt war, auch Leiter der Territorialabtei.
In den 1930er Jahren verlegte Abt Salvi das Diözesanseminar von seinem alten Standort in der Nähe der Konkathedrale Sant’Andrea in das Kloster Santa Scolastica.
Am 16. Juli 2002 übertrug das Dekret Venerabilis Abbatia Sublacensis der Kongregation für die Bischöfe die meisten Pfarreien an die benachbarten Bistümer:
- Camerata Nuova, Cervara di Roma, Cerreto Laziale, Gerano, Canterano, Agosta, Marano Equo, Subiaco, Affile, Arcinazzo Romano und Jenne an das Bistum Tivoli
- Rocca Santo Stefano, Bellegra e Roiate an das sububicarische Bistum Palestrina
- Trevi nel Lazio an das Bistum Anagni-Alatri

Danach hatte das Kloster noch den Rang einer Territorialabtei, aber hatte nur noch 20 Gläubige.

## Liste der Äbte
Vakanzen, die nicht länger als zwei Jahre andauerten oder historisch nicht dokumentiert sind, werden nicht berücksichtigt. Die folgende Chronologie besteht aus vier Abschnitten:
- die Reihe der Klausuräbte, die von den Mönchen der Abtei von ihrer Gründung bis 1388 gewählt wurden
- die zwischen 1389 und 1455 von der römischen Kurie ernannte wurden
- die Reihe der Kommendaräbte, alles Kardinäle, die von den Päpsten zwischen 1456 und 1915 ernannt wurden.[9]
- die Reihe der vom Heiligen Stuhl von 1917 bis heute ernannten ordentlichen Äbte

### Klausuräbte
- Benedikt von Nursia (505–529)
- Onorato
- Leone I.
- Stefano
- Giovanni I.
- Leone II. (vor Februar 923–nach April 943)
- Elia? (circa 943/947)
- Leone III. (vor März 947–nach August 961)
- Giovanni II. (erwähnt im Mai 963)
- Giorgio (vor Dezember 964–nach März 971)
- Maione (vor Februar 973–nach Februar 974)
- Pietro I. (erwähnt im November 974)
- Benedetto II. (vor Januar 976–nach März 982)
- Martino (erwähnt im September 984)
- Gregorio (vor Juni 985–nach Oktober 987)
- Giovanni III. (vor Oktober 988–nach April 989)
- Pietro II. (vor Februar 992–vor Juli 1003)
- Teuzone
- Benedetto III.
- Stefano I. (vor 1005–vor Januar 1009)
- Giovanni IV. (erwähnt im August 1010)
- Stefano II. (erwähnt im April 1011)
- Giovanni V. (5. Mai 1013–10. Mai 1022)
- Demetrio (erwähnt zwischen Juni und August 1024)
- Benedetto IV. (vor Mai 1030–vor Juli 1038)
- Giovanni VI. (erwähnt im 1042)
- Attone (vor November 1045–gestorben nach dem 15. Juni 1046)
- Gregorio Paparoni(vor Dezember 1046–vor Juli 1051)
- Umberto (vor 31. Oktober 1051–nach November 1060)
- Attone Giovanni (Giovanni de Azza) (erwähnt im 1064)
- Giovanni VII. (10. Juni 1068–2. Mai 1120 gestorben)
- Pietro III. (vor Februar 1126–1145 gestorben)
- Oddone (1145 abgesetzt)
- Simone (1149–November/Dezember 1183 gestorben)
- Beraldo (1184–gestorben nach dem 20. April 1189 gestorben)
- Romano (vor 5. April 1193–29. August 1216 gestorben)
- Giovanni VIII. (vor 16. Juni 1217–circa 1227 gestorben)
- Lando (vor 3. August 1227–gestorben nach dem 2. September 1243)
- Enrico (vor 25. Juni 1245–19. Februar 1273 gestorben)
  - Sedisvakanz (1273–1276)
- Guglielmo I. (Mai/Juni 1276–gestorben nach dem 26. Juli 1285)
- Bartolomeo I. (vor 13. November 1286–28. Oktober 1296 zum Bischof von Foligno ernannt)
- Francesco de Romangia (24. September 1299–22. Januar 1303 zurückgetreten)
  - Sedisvakanz (1303–1318)
- Bartolomeo II. (2. April 1318–nach 11. Juni 1343)
- Giovanni IX (vor 3. Oktober 1344–Juni 1348 gestorben)
- Pietro IV. (vor 22. September 1348–gestorben nach dem 30. September 1350)
- Angelo (vor 1. März 1351–vor 23. August 1353)
- Ademaro (vor 23. August 1353–März/Juli 1358 gestorben)
  - Sedisvakanz (1358–1360)
- Corrado (Januar/März 1360–23. März 1362 zurückgetreten)
- Bartolomeo da Siena (vor 2. Mai 1363–gestorben nach dem 28. September 1369)
- Francesco da Padova (vor 16. Oktober 1369–gestorben nach dem 12. Juni 1388 abgesetzt)

### Vom Papst ernannte Äbte
- Tommaso da Celano (vor 15. Dezember 1389–gestorben nach dem 27. August 1413)
  - Nikolaus Seyringer aus Matzen (gewählter Abt)
- Sagace Conti (vor 29. April 1414–13. November 1419 ernannt zum Bischof von Cava)
- Matteo del Carretto (vor 3. September 1421–nach dem 24. Mai 1428)
- Antonio da Ravenna (erwähnt am 20. Mai 1431)
- Giacomo Cordoni da Narni (vor 26. Februar 1435–nach dem 25. Juli 1441)
- Guglielmo II. (vor 14. Dezember 1446–13. August 1455 abgesetzt)

### Kommendaräbte
- Juan de Torquemada (16. Januar 1456–1467/1468 zurückgetreten)
- Paul II. (1467/1468–25. August 1471 gestorben)
- Rodrigo Borgia (1471–11. August 1492 zu Papst Alexander VI. gewählt)
- Giovanni Colonna (16. August 1492–20. August 1501 abgesetzt)
  - Sedisvakanz (1501–1504)
- Giovanni Colonna (1504–26. September 1508 gestorben) (zum zweiten Mal)
- Pompeo Colonna (1508–1513 zurückgetreten)
- Scipione Colonna (1513–28. Juni 1528 gestorben)
- Francesco Colonna (1529–1559 zurückgetreten)
- Marcantonio Colonna (1559–1585 zurückgetreten)
- Camillo Colonna (1585–1592 zurückgetreten)
- Ascanio Colonna (1592–17. Mai 1608 gestorben)
- Scipione Caffarelli Borghese (1608–2. Oktober 1633 gestorben)
- Antonio Barberini (1633–3. August 1671 gestorben)
- Carlo Barberini (1671–2. Oktober 1704 gestorben)
- Francesco Barberini (1704–17. August 1738 gestorben)
- Giovanni Battista Spinola (1738–20. August 1752 gestorben)
- Giovanni Francesco Banchieri (November 1753–18. Oktober 1763 gestorben)
- Saverio Canale (1766–20. März 1773 gestorben)
- Giovanni Angelo Braschi, später Papst Pius VI. (1773–1798 zurückgetreten)
- Michelangelo Luchi (1801–29. September 1802 gestorben)
- Pietro Francesco Galleffi (1803–18. Juni 1837 gestorben)
- Ugo Pietro Spinola (1838–1842 zurückgetreten)
- Paolo Polidori (1842–23. April 1847 gestorben)
- Pius IX. (1847–1853 zurückgetreten)
- Girolamo d’Andrea (1853–Juni 1866 zurückgetreten)
  - Sedisvakanz (1866–1873)
- Raffaele Monaco La Valletta (20. März 1873–1884 zurückgetreten)
- Carmine Gori-Merosi (2. Dezember 1884–15. September 1886 gestorben)
- Angelo Bianchi (1. Oktober 1886–1889 zurückgetreten)
- Placido Maria Schiaffino (1889–23. September 1889 gestorben)
- Luigi Macchi (1890–1906 zurückgetreten)
- Pius X. (1906–20. August 1914 gestorben)
- Mauro Serafini (1915–1917), Apostolischer Administrator

### Ordentliche Äbte
- Simone Lorenzo Salvi (10. November 1917–26. Mai 1964 gestorben)
- Egidio Gavazzi (26. Mai 1964–1974 zurückgetreten) (zuvor Koadjutor)
- Benito Stanislao Andreotti (25. März 1977–3. Juni 1995 zurückgetreten)
- Mauro Meacci, seit 10. Februar 1996

## Statistik
Im Jahr 2021 gab es in der Territorialabtei 36 Getaufte bei einer Bevölkerungszahl von 36, was 100,0 % Katholiken der Gesamtbevölkerung entspricht.
| Jahr | Bevölkerung | Bevölkerung | Bevölkerung | Priester | Priester | Priester | Priester            | Diakone | Ordensleute | Ordensleute | Pfarreien |
| Jahr | getauft     | gesamt      | %           | Anzahl   | Weltlich | Orden    | Gläubige pro Brüder | Diakone | Männer      | Frauen      | Pfarreien |
| ---- | ----------- | ----------- | ----------- | -------- | -------- | -------- | ------------------- | ------- | ----------- | ----------- | --------- |
| 1950 | 36.672      | 36.672      | 100,0       | 84       | 44       | 40       | 436                 |         | 53          | 40          | 25        |
| 1970 | 29.727      | 29.730      | 100,0       | 84       | 44       | 40       | 353                 |         | 64          | 46          | 27        |
| 1980 | 26.510      | 26.597      | 99,7        | 71       | 40       | 31       | 373                 |         | 49          | 40          | 23        |
| 1990 | 26.101      | 26.195      | 99,6        | 62       | 31       | 31       | 420                 |         | 54          | 56          | 22        |
| 1999 | 26.900      | 27.021      | 99,6        | 55       | 29       | 26       | 489                 |         | 38          | 46          | 22        |
| 2000 | 27.543      | 27.762      | 99,2        | 60       | 31       | 29       | 459                 |         | 39          | 35          | 22        |
| 2001 | 27.560      | 27.791      | 99,2        | 61       | 35       | 26       | 451                 |         | 35          | 34          | 22        |
| 2002 | 20          | 20          | 100,0       | 16       |          | 16       | 1                   |         | 23          | 6           |           |
| 2003 | 38          | 38          | 100,0       | 16       |          | 16       | 2                   |         | 24          | 9           | 1         |
| 2004 | 38          | 38          | 100,0       | 16       |          | 16       | 2                   |         | 23          | 9           | 1         |
| 2013 | 38          | 38          | 100,0       | 13       | 1        | 12       | 2                   |         | 22          | 6           | 1         |
| 2016 | 36          | 36          | 100,0       | 14       | 1        | 13       | 2                   |         | 23          | 6           | 1         |
| 2019 | 36          | 36          | 100,0       | 13       |          | 13       | 2                   |         | 21          | 5           | 1         |
| 2021 | 36          | 36          | 100,0       | 11       |          | 11       | 3                   |         | 21          | 4           | 1         |